# Alex Iordăchescu
Alexandru „Alex” Iordăchescu (n. 1 mai 1974, București, România) este un regizor de film, scenarist și producător. Trăiește în Elveția din 1979. În 2005, a fondat la Geneva compania de producție Elefant Films. A regizat filme ca Andreea și tramvaiul (2004) sau Copilăria lui Icar (2009).
Primul său film de lungmetraj, Copilăria lui Icar a fost lansat în 2011 deși filmările au avut loc în 2009. Regizorul a așteptat  2 ani deoarece în timpul filmărilor în România actorul Guillaume Depardieu s-a îmbolnăvit de o severă pneumonie virală și a murit la 13 octombrie 2008 la spitalul din Garches la vârsta de 37 de ani.

## Filmografie

### Ca regizor
- Le jardin des autres roses (film TV, 2000)
- Les démolisseurs (scurtmetraj, 2003)
- Andreea și tramvaiul (scurtmetraj, 2004)
- Copilăria lui Icar (2009)
- The World Below (preproducție)

### Ca producător
- Ryna (2005) – producător executiv
- Copilăria lui Icar (2009)
- La Cosmétique du Bonheur (2010)
- Lullaby to My Father (2012)
- La cosmétique du bonheur (2013)
- Miracolul din Tekir (2015)[5]
- Varză, cartofi și alți demoni (2016)

## Legături externe
- Alex Iordăchescu la cinemagia.ro
- Alex Iordăchescu la IMDb.com
- Alexandra Olivotto -  Alex Iordăchescu: "Paradoxal, Guillaume era omul cel mai liber pe care l-am cunoscut", EVZ.ro, 24 aprilie 2011